# タパパイプーン・シャイシー
タパパイプーン・シャイシー（原語表記: ฐาปไพพรรณ ไชยศรี、RTGS: Thapaphaiphan Chaisi、ラテン翻記: Tapaphaipun Chaisri、女性、1989年11月29日 - ）はタイ王国のバレーボール選手。2008年からタイ王国代表。
2013年7月のユニバーシアードカザン大会では、3位入賞に貢献し自らもベストレシーバーに輝いた。

## 所属クラブ
- コーンケン（英語版）（2006-2013年）
- PV Oil Thái Bình（2009年）
- シーサケット（英語版）（2013-2014年）
- Jakarta Pertamina（2013–2014年）
- Thai-Denmark （2015-2017年）
- コーンケン（英語版）（2017-2021年）
- シーサケット（英語版）（2023-）

## 球歴・受賞歴
- タイ王国代表 - 2008年-
- ユニバーシアード代表 - 2013年
- 受賞歴
  - 2012/13 タイ国内女子リーグ MVP[2]
  - 2013年 ユニバーシアード・カザン大会 ベストレシーバー